# Jean-Antoine Marbot
Jean-Antoine Marbot, znany również jako Antoine Marbot (wym. [ʒɑ̃ ɑ̃twan maʁbo]; ur. 7 grudnia 1754 w Altillac we Francji, zm. 19 kwietnia 1800 w Genui we Włoszech) – francuski generał i polityk.

## Życiorys

### Ancien Régime
Urodził się w 1754 roku w szlacheckiej rodzinie z dawnej prowincji Quercy, w okolicach dzisiejszego departamentu Corrèze. Jego kariera wojskowa rozpoczęła się podczas panowania króla Ludwika XV, w pułku Gwardii Królewskiej. Osiągnął w niej stopień kapitana dragonów i służył jako aide-de-camp dowódcy pułku, generała de Schomberga.

### Zgromadzenie Prawodawcze
Będąc zwolennikiem idei oświecenia, po wybuchu rewolucji francuskiej odszedł z wojska i powrócił do ziem rodzinnych. Został wybrany administratorem nowo utworzonego departamentu Corrèze w 1790 roku, a następnie posłem tego departamentu w Zgromadzeniu Prawodawczym (fr. Assemblée Législative) 3 września 1791 roku.

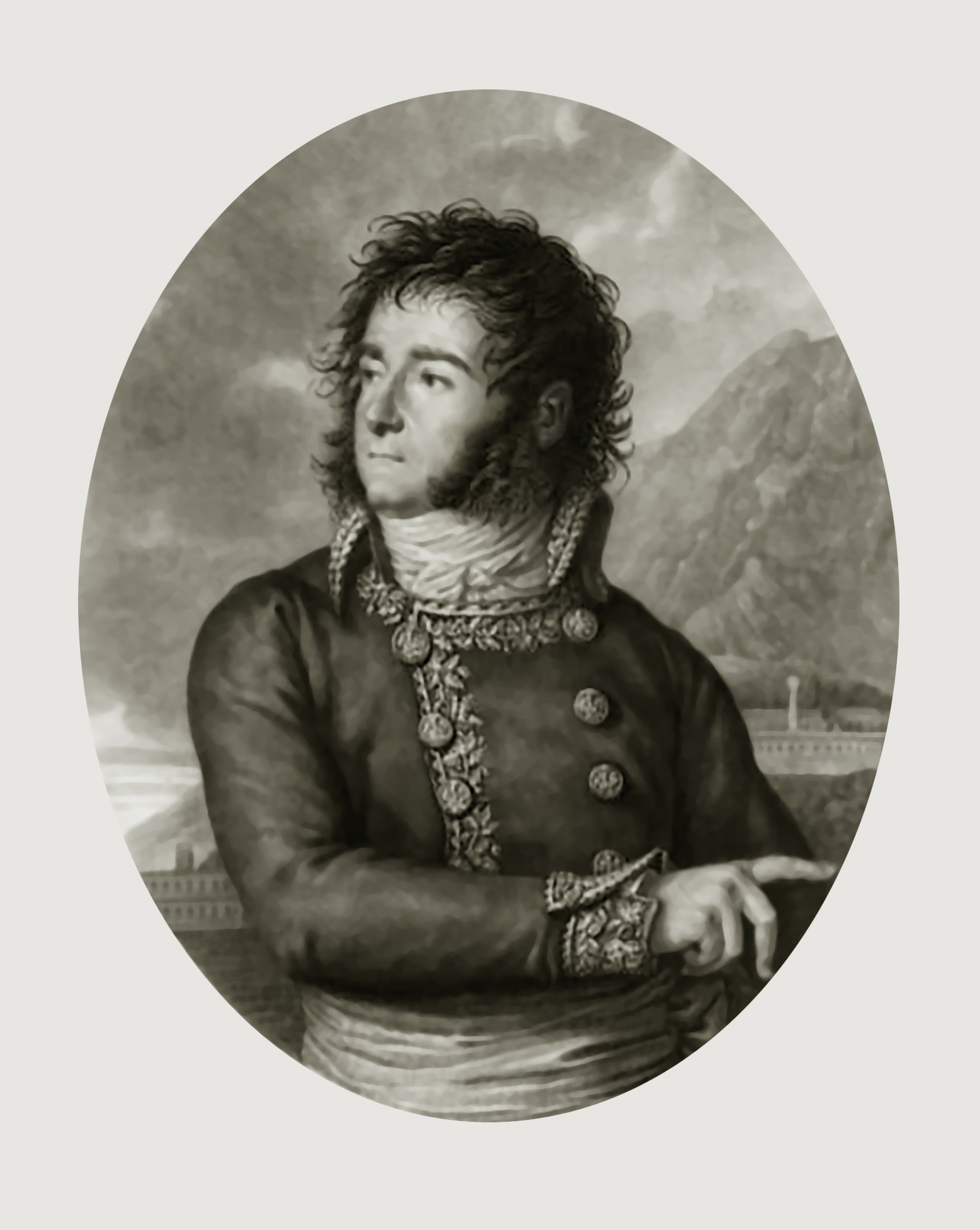
Generał Jean-Antoine Marbot

### Armia Pirenejów
W latach 1793–1795 wstąpił do Armii Pirenejów (fr. Armée des Pyrénées) dowodzonej przez generała Dagoberta de Fontenille i stał się jednym z przywódców wojsk francuskich walczących z siłami generała Ricardosa na granicy z Hiszpanią. 30 sierpnia 1793 roku otrzymał stopień generała brygady, odznaczył się między innymi podczas zdobycia Cerdanyi i awansował do stopnia generała dywizji w październiku 1794 roku.

### Rada Starszych
W dniu 15 października 1795 roku został wybrany posłem departamentu Corrèze w Radzie Starszych (fr. Conseil des Anciens), wyższej izbie francuskiego ustawodawstwa podczas I Republiki Francuskiej, będącej odpowiednikiem dzisiejszego Senatu. Zasiadując w Radzie Starszych, dwukrotnie piastował urząd przewodniczącego izby. Pierwszą kadencję objął 6 września 1797 roku, drugą rok później, 19 czerwca 1798 roku.

### Gubernator wojskowy Paryża
Powołany został przez ministra wojny, generała Bernadotte, na stanowisko gubernatora wojskowego Paryża w dniu 5 lipca 1799 roku, przejmując po generale Joubercie dowództwo stołecznej 17 dywizji wojskowej. Po powrocie generała Bonapartego z kampanii egipskiej, sprzeciwił się planom przewrotu, mającego obalić rządy Dyrektoriatu i zastąpić je bardziej autokratycznym ustrojem politycznym w postaci Konsulatu. Jego autorom, sterowanym przez dyrektora Emmanuela Sieyèsa, a od niedawna również przez generała Bonapartego, niezbędne było wsparcie wojsk stacjonujących w Paryżu. Obawiając się przywiązania obecnego gubernatora do idei republikańskich, zaoferowali mu nowe stanowisko w dowództwie Armii Italii (fr. Armée d’Italie), które przyjął. Po jego ustąpieniu, przychylny przewrotowi generał Lefebvre mianowany został nowym gubernatorem wojskowym Paryża.

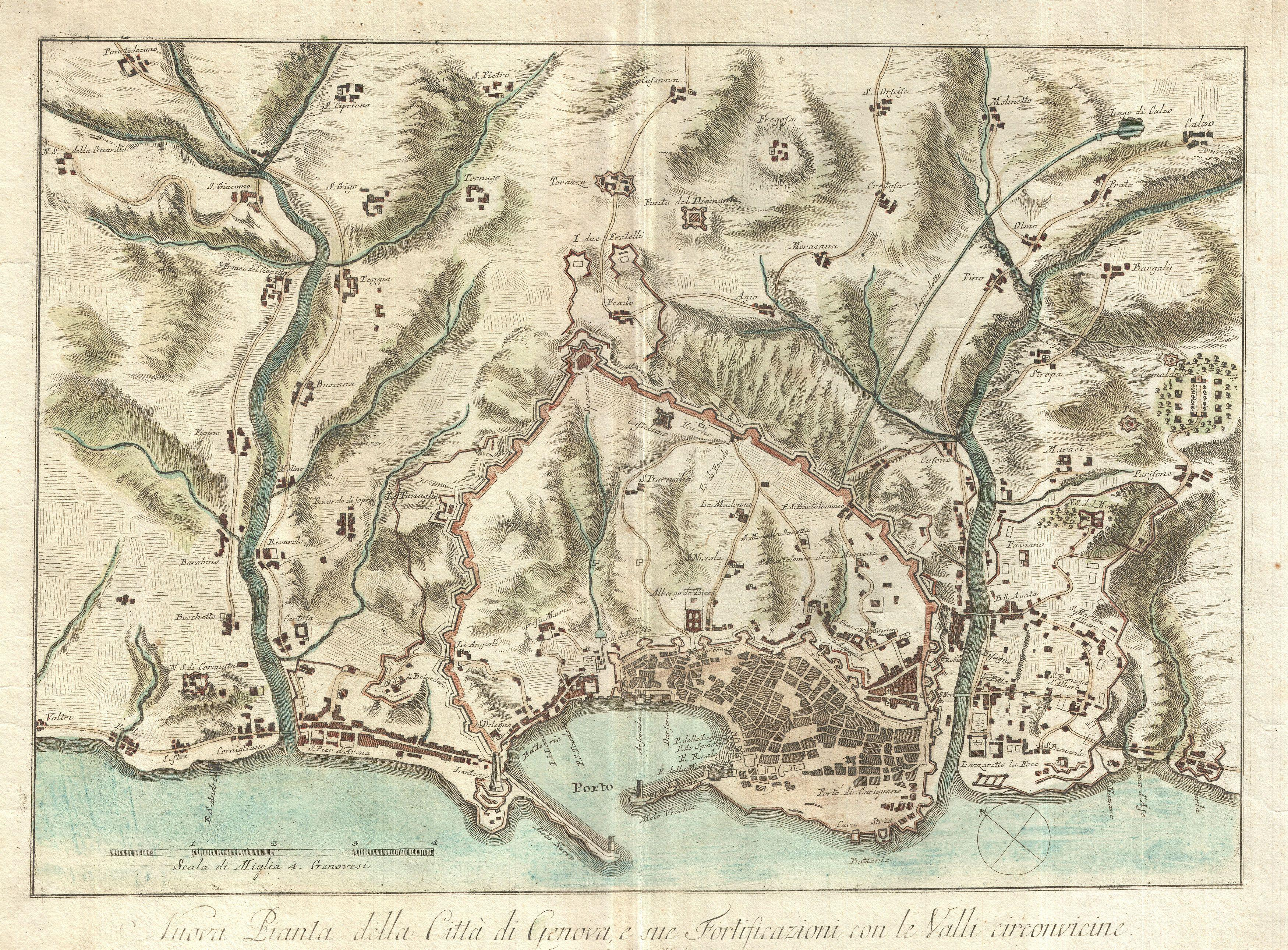
Plan fortyfikacji Genui w 1800 roku

### Armia Italii
Przed przewrotem 18 brumaire’a (9 listopada 1799 roku), wysłany został jako generał dywizji do Armii Italii, walczącej z korpusem wojsk austriackich na terytorium północnych Włoch. Po śmierci generała Championneta, przejął naczelne zwierzchnictwo nad armią aż do przybycia generała Massény. Dowodził siłami francuskimi stacjonującymi w Savonie, gdzie toczyły się liczne starcia z oddziałami wroga usiłującymi przedostać się do przedmieść Genui, w szczególności w dniach 6 i 13 kwietnia 1800 roku. Wkrótce zachorował i musiał zostać przewieziony na leczenie do Genui. Zmarł 19 kwietnia 1800 roku, podczas oblężenia miasta przez wojsko austriackie, z powodu tyfusu i poniesionych ran.

## Upamiętnienie

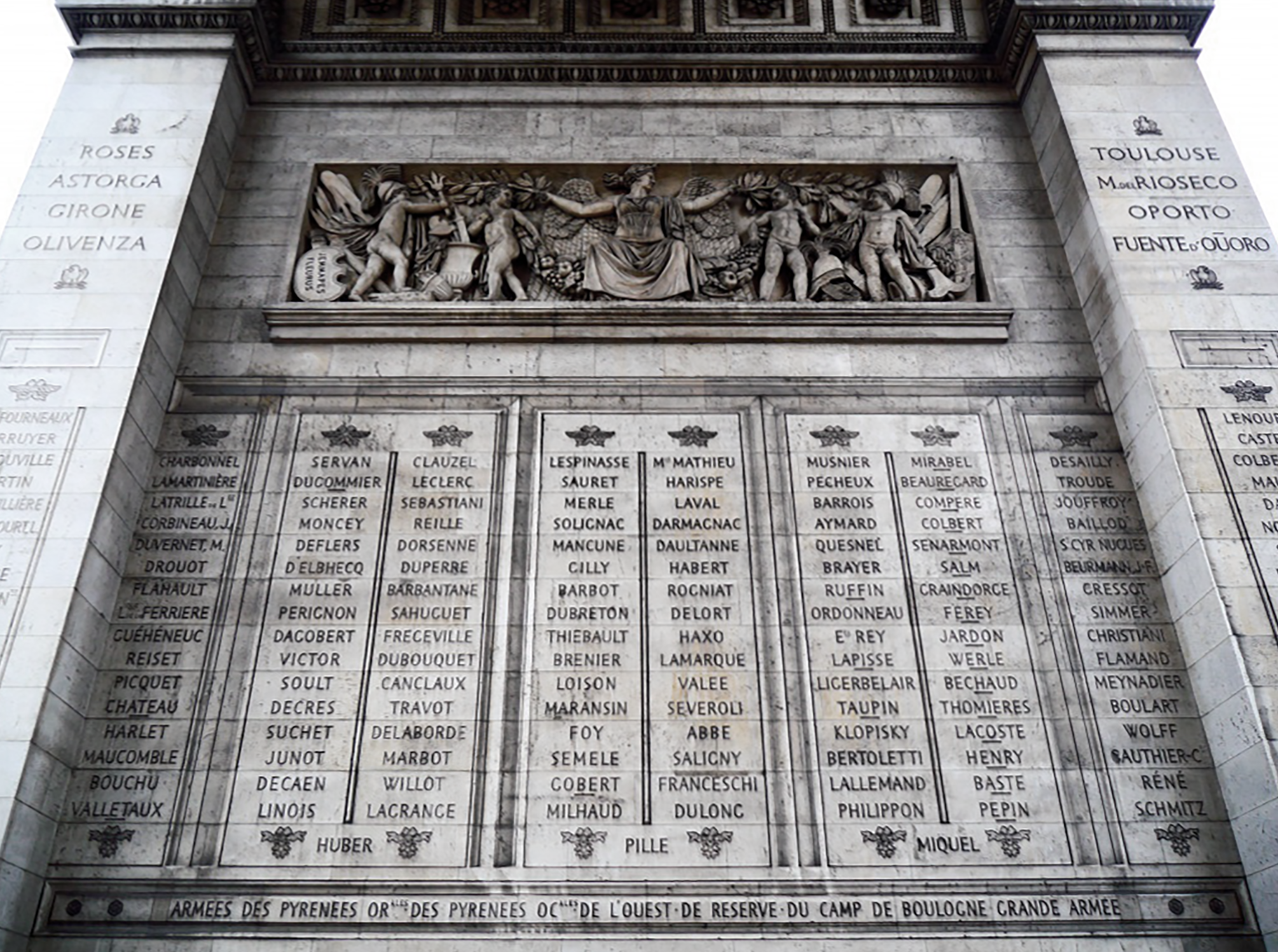
Nazwisko generała Jeana-Antoine’a Marbot na Łuku Triumfalnym w Paryżu

Jego nazwisko jest zapisane na 34 kolumnie zachodniego filara Łuku Triumfalnego w Paryżu.

## Rodzina
3 października 1776 roku poślubił Marię-Louisę Certain du Puy (1756–1826), spokrewnioną z François Certainem de Canrobertem, marszałkiem Francji w okresie II Cesarstwa Francuskiego. Z tego małżeństwa pochodziło czterech synów:
- Antoine Adolphe Marcelin, znany jako Adolphe (1781–1844): generał francuski
- Jean-Baptiste Antoine Marcelin, znany jako Marcellin (1782–1854): generał francuski, autor wspomnień
- Jean François Théodore Xavier, znany jako Théodore (1785–1803): uczeń szkoły kadetów Prytanée national militaire
- Jean Jacques Édouard Félix, znany jako Félix (1787–1805): uczeń akademii wojskowej École spéciale impériale militaire